# IC 2134
IC 2134 је збијено звјездано јато у сазвјежђу Трпеза које се налази на листи објеката дубоког неба у Индекс каталогу.
Деклинација објекта је - 75° 26' 47" а ректасцензија 5h 23m 7,2s. IC 2134 је још познат и под ознакама ESO 33-SC19.